# Szilágynagyfalu
Szilágynagyfalu (románul Nușfalău) falu Romániában, Szilágy megye nyugati részén. Az azonos nevű község központja.

## Fekvése
Szilágysomlyótól 8 km-re délnyugatra, a Réz-hegység, a Szilágysomlyói Magura és a Szilágysági-dombvidék övezte Szilágynagyfalusi-medence közepén, a Berettyó folyó felső folyásánál, 215 méteres tengerszint feletti magasságban fekszik.
Északon Bürgezd, keleten Szilágysomlyó, délen Szilágybagos és Szilágyborzás, nyugaton Detrehem és Szilágyzovány határol. Közlekedési és földrajzi helyzete igen kedvező.
A falu belterületén keresztezik egymást azok az utak, amelyek különböző irányból – Nagyvárad, Zilah, Csucsa, Élesd – érkeznek. A település fontos vízi átkelőhely is.

## Története
Szilágynagyfalu ősi magyar, Árpád-kori település. Első írásos említése a Váradi regestrumban, az időrendbe szedett tüzesvaspróba-lajstromban található „villa NOG” bejegyzéssel 1213-ban.
Mint királyi birtokot 1249-ben IV. Béla a Geregye nembeli Pál országbírónak adta érdemeiért. Krasznavár elpusztulása, 1241 után a település a Valkó vára körül kialakult váruradalom szerves része a 14. század közepéig. A domínium nagy része ekkor Dancs mester, Kraszna megye főispánja kezébe jutott Valkóvárral és Szilágyzovánnyal együtt.
Később, 1372-ben Gönyüi János királyi ajtónállómesteré, végül ennek leánya, Anna, Losonci Dénes felesége révén a Losonci Bánffy családhoz került. Így lesz több évszázadon át a Réz-, illetve a Meszes-hegység közét is magába foglaló óriási Bánffy-birtok uradalmi központja.
A középkor folyamán több alkalommal a megyeszékhely szerepét is betöltötte, Kraszna vármegye gyakran tartotta itt gyűléseit. Birtokosa voltak még a Széchy, a Marton, a Nagyfalusi és a Komjátszegi család. A Bánffyak nevéhez fűződik a pálos kolostor megalapítása 1413-ban és a plébániatemplom megépítése. 1470 körül Nagyfalu országos sokadalmak tartására kapott jogot, ezt követően mezővárossá fejlődik, országos hírű állatvásárokkal.
Nagyvárad 1660. évi eleste után a török hódoltság peremterületéhez tartozik. A folytonos háborús dúlások – kuruc-labanc összecsapások, tatár betörés, rácdúlás, pestis –, valamint a császáriak súlyos adóterhei következtében a falu elnéptelenedett, telkeinek fele lakatlanná vált.
A 19. század második felében már érezhetők voltak a polgárosodás jelei, igazi gazdasági fellendülését a vasút megépítése hozta el. Alapvető ágazata azonban továbbra is a mezőgazdaság volt: a gabona- és a gyümölcstermesztés mellett a belterjesebb állattenyésztés (szarvasmarha, juh és sertés).
Az ipari fejlődés fontos elemei a 20. század első évtizedeiben jelentek meg, amikor a néhány üzemet – fafeldolgozó, tégla- és cserépgyár, szeszfőzde – hoznak létre.

## Nevezetességei

Arany János köztéri mellszobra (Lőrincz Lehel alkotása)

- A 14-15. századból származó Bánffy-kastély és udvarház.
- A 15. század végén épült, késő gótikus stílusú református templom.
- Kurgánok – a falutól délnyugatra fekvő szláv-avar temetkezési helyek.
- Lapis-erdő természetvédelmi terület.
- 2006-ban Arany János szobrot avattak fel a templom mögötti parkban.[2]

## Híres emberek
- Itt született 1952. március 26-án Szabó Árpád földrajzi és honismereti szakíró.
- Itt tevékenykedett Major Miklós földrajzi szakíró.
- Itt járt iskolába dr. Balázs Tibor költő, műfordító, irodalomtörténész, a budapesti Littera Nova Kiadó igazgatója, a Magyar Írószövetség tagja
- Van olyan elmélet, amely szerint Toldi Miklós innen származott, és Nagy Lajos király vitéze, pozsonyi alispán és várnagy, később bihari főispán volt.[3]

## Érdekességek
A falu határában tekintélyes kiterjedésű nádasok helyezkedtek el, mielőtt még a Berettyót szabályozták volna. Egy, a falu központjától kiinduló utca a „Buda” nevet viseli. Ezenfelül a kastély sok fontos uraság, gróf és fejedelem székhelyéül szolgált az idők során. Mindezen jelek arra utalnak, hogy Arany János Toldi Miklósa a falu határában hadakozott a nádi farkasokkal (mára kihaltnak hitt, de előkerült aranysakál), s itt mutatta az utat, amelyik Budára tér el, a nyomórúddal. A költő szülei innen költöztek Szalontára, ismerős volt neki hát e táj.
Arany János forrása, Ilosvai Selymes Péter (Az híres neves Tholdi Miklósnak jeles cselekedetiről és bajnokságáról való história, Debrecen, 1574) szintén "Nagyfalut" nevezi meg Toldi szülőhelyéül, a műből egyértelműen kiderül, hogy erre a Várad (Nagyvárad) melletti Szilágynagyfalura gondol : ( Nemsokára Laczfi András jő Budára, / Erdélyből indula Lajos udvarába, / Az uton mentében Váradot haladá, / Nagyfalu határán hadával hogy ballagna. )